# Chlorophthalmus brasiliensis
Chlorophthalmus brasiliensis är en fiskart som beskrevs av Mead, 1958. Chlorophthalmus brasiliensis ingår i släktet Chlorophthalmus och familjen Chlorophthalmidae. Inga underarter finns listade i Catalogue of Life.